# Lake Mandalum
Lake Mandalum är en sjö i Eritrea.   Den ligger i regionen Norra rödahavsregionen, i den norra delen av landet, 270 km norr om huvudstaden Asmara. Arean är 0,73 kvadratkilometer. Trakten runt Lake Mandalum är ofruktbar med lite eller ingen växtlighet. Den sträcker sig 1,4 kilometer i nord-sydlig riktning, och 1,0 kilometer i öst-västlig riktning.